# Goleš (Bosilegrad)
Pour les articles homonymes, voir Goleš.
Goleš (en serbe cyrillique Голеш) est un village de Serbie situé dans la municipalité de Bosilegrad, district de Pčinja. Au recensement de 2011, il comptait 29 habitants.

## Démographie

### Évolution historique de la population
| 1948 | 1953 | 1961 | 1971 | 1981 | 1991 | 2002 | 2011 |
| ---- | ---- | ---- | ---- | ---- | ---- | ---- | ---- |
| 135  | 138  | 126  | 113  | 71   | 41   | 36   | 29   |

|  |